# 김정남 (김정일의 아들)
김정남(金正男, 1971년 5월 10일 ~ 2017년 2월 13일)은 조선민주주의인민공화국의 정치인, 외교관이다. 조선콤퓨터중앙위원회 위원장, 1997년 12월 주캄보디아 전권대사, 1998년 3월 국가안전보위부 제1차장을 역임했다. 2001년 일본에 밀입국을 시도하다 추방되어 외부 언론의 주목을 받았다. 과거 김정일의 유력한 후계자로 여겨지기도 했으나 2010년 전후로 김정은이 실권을 잡은 이후 2017년 2월 13일 말레이시아 세팡에서 암살당했다.

## 생애
김정남은 1971년 5월 10일에 평양에서 태어났다. 아버지는 김정일이고, 어머니는 리평의 처였던 성혜림이었다. 그의 부모는 정식 결혼관계는 아니었으며 그가 어릴 때 헤어졌다. 이후 9살 때부터 해외 유학을 떠나면서 식견을 넓혔으며, 스위스 제네바 대학교에 진학하면서 영어나 프랑스어를 배우기도 했고, 개혁·개방에 관심이 있다고 알려졌다. 어린 시절 특별 관리 대상이 되어 조선민주주의인민공화국에서는 폐쇄적인 생활을 한 탓에 같은 해에 태어난 동갑내기 배다른 숙부인 김현이 김정남의 유일한 친구였다. 1999년 12월 7일 캄보디아 주재 조선민주주의인민공화국 특명전권대사로 임명되었다.
2001년 도미니카 공화국 위조 여권으로 일본에 밀입국을 시도하다 적발된 경력이 있다. 본인은 도쿄 디즈니랜드에서 놀고 싶었다고 주장했지만 그 원래 목적은 명확히 알려진 바가 없다. 다만 그가 상당 기간 동안 조선콤퓨터쎈터(조선컴퓨터센터) 위원장을 맡았고 IT 분야에 관심이 많았다는 점을 감안할 때 일본의 IT 산업을 보기 위해 밀입국했다는 설이 제기되었다. 김정남은 중국이 자신이 김정일의 후계자가 되기를 원한다는 사실을 부인했다. 김일성이 김정남을 김정일의 후계자로 지목했다는 설도 있다. 1998년 3월 국가안전보위부 제1차장이자 직무대행이었던 김영룡이 숙청된 이후에는 국가안전보위부 제1차장에 임명되었다. 그러나 2002년 5월 1일 일본을 방문하던 중, 위조 여권으로 입국한 사실이 일본 공안당국에 알려지면서 해임되었다.
일본 아키하바라에 출몰하고, 홍콩, 마카오 등지를 다니는 등 노는 모습을 보여 흔히 알려지게 된 김정남에 대한 부정적인 소문과는 달리 장남인 김정남은 김정일로부터 상당한 신뢰를 받고 있다고 알려졌다. 술과 여자만 밝히는 방탕아라는 이미지 역시 상당 부분 과장됐다고 전현직 대북 정보당국 관계자들은 한목소리로 말한다.
FNN은 파리의 우수 병원에 김정남이 직접 방문한 것을 볼 때 김정일의 건강 관리에 대해 장남인 김정남이 총괄 책임을 맡고 있는 것으로 보인다고 덧붙였다. 김정남의 병원 방문 이틀이 지난 시점에서 김정남이 병원을 방문했을 당시 면담을 한 것으로 보이는 프랑스인 뇌신경외과 전문의가 유네스코 주재 조선민주주의인민공화국 대표부 소속 차량을 타고 샤를 드골 국제공항으로 이동했다.
김정남은 아버지인 김정일의 직접 지시를 받는 무기 수출 총책임자라고 알려졌다. 스커드 또는 SA-16 미사일 등의 무기를 매각하고 받은 돈을 해외에서 이자가 비싼 은행에 예금해 놓은 뒤 주식이나 부동산 투자로 돈을 버는 임무를 맡고 있다고 보도되었다.
김정남은 김정일의 비자금을 관리하는 39호실의 책임자가 되었으나, 후계자 순위에서 밀려났으며 이복동생 김정은에 의해 암살당할 위기에 몰린 이후에는 계속 중국 당국의 보호를 받았다.
2012년에는 러시아의 한 주간지에 따르면 김정일 사후에 조선민주주의인민공화국의 최고지도자가 된 이복동생 김정은에 의해 중화인민공화국과 조선민주주의인민공화국으로부터 돈을 받지 못해서 호텔에서 쫓겨났다는 이야기가 있었으나, 김정남이 묵었던 그랜드 라파 호텔 측에 따르면 그런 보도는 사실무근이라고 주장했다.

### 암살
2017년 2월 13일 오전 9시경 김정남은 말레이시아 세팡에 위치한 쿠알라룸푸르 국제공항에서 무언가를 맨손에 묻힌 여성 2명이 얼굴을 문지르고 나서 곧 사망하였다. 보툴리눔으로 죽었다는 설도 나왔고, 독극물 스프레이를 맞고 사망하였다는 설도 있다. 또한 일부는 독침으로 죽었다는 가설도 있다고 한다. 김정남 암살은 김정은이 권력을 승계받은 2011년 다음해 인 2012년 초부터 진행되었으며, 정찰총국 등 북한 정보당국의 최순위 목표였다고 국가정보원이 밝혔다. 또한 국가정보원은 2012년 4월 김정남이 김정은 위원장에게 “살려달라”는 내용의 서신을 보낸 사실도 공개하였다.
2017년 2월 19일 말레이시아 경찰은 공식 브리핑을 통해 암살을 실행한 인도네시아, 베트남 출신 여성 2명을 배후에서 사주한 일당 4명이 모두 조선민주주의인민공화국 국적이라고 발표하였다.
2017년 2월 24일, 말레이시아 경찰이 감식 결과 김정남의 시신에서 VX 성분이 검출됐다고 발표했다. 여성 2명이 차례로 김정남의 얼굴에 손을 댔다는 점에서 북한이 김정남을 암살할 때 서로 만나면 반응해서 VX가 되는 이원화 화학무기 형태의 VX를 사용해서 여성 2명에게 각기 다른 원료물질을 손에 묻히게 했을 가능성이 높다는 예측이 나왔다.
김정남 암살에 가담한 여성 2명은 말레이 경찰에 체포되었다가 풀려나 자국으로 귀국했으나 현재 모두 석방되었다.

## 후계자설

### 권력 구도
2009년 이후 이미 후계구도에서 완전히 배제됐다고 알려졌다.
강선제강소로 좌천된 장성택을 결정적으로 구해준 사람이 김정남의 어머니 성혜림이다. 이후 장성택은 김정일의 후계자로 김정남을 옹립하고 나섰다.
그러나 과거에는 김정남의 후계 옹립을 도왔지만 후에 둘 사이에는 거리가 생겼다. 장성택은 각별한 관계인 김정남을 버리고 삼남인 김정은을 지지하는 대신 권력의 핵심 요직에 자신의 주변 사람들을 임명하였다. 원래 김정남은 장성택, 김정은, 김옥이 지지하고 있었다.
장성택은 김일성의 사위이며, 김정일의 여동생 김경희의 남편, 매제이다. 2009년 즈음에 김정일의 병상을 자유자재로 드나들 수 있는 인물은 세 아들들을 제외하면 김정일의 주치의와 아내 김옥 그리고 장성택 세 사람 정도였다고 알려졌다.
2009년 4월 9일 12기 최고인민회의 1차회의에서 국방위원회 위원을 4명 더 늘렸다. 장성택은 대한민국의 대북전문가들의 예상을 깨고 신임 국방위원으로 임명되었다.

### 김정남 후계자설
2007년 8월 28일에 러시아 일간 코메르산트는 러시아의 조선민주주의인민공화국 전문가들의 말을 인용, "김정남의 복귀 소식이 사실이라면 김 위원장의 첫째 아들인 그가 다른 형제들을 권력에서 몰아낼 것"이라고 보도했다. 김정남은 이모 성혜랑의 1996년 미국 망명으로 그 위상이 크게 위협받았다.
조선민주주의인민공화국의 사회는 유교적인 장자 상속사회라는 사회구조와 정서를 가지고 있기 때문에, 한때 김정남이 가장 유리한 위치를 확보하고 있는 것으로 평가되었다.
황장엽 전 조선민주주의인민공화국 노동당 비서는 김 위원장 사후 장남인 김정남이 후계자가 될 가능성이 높다고 전망하면서 그 이유로 장성택이 그를 후원하고 있기 때문이라고 분석했다.
김정일 위원장의 후계자가 아니냐는 질문에는 "만약 내가 후계자라면 나와 마카오에서 만날 수 있었겠느냐."라며 "나는 그(김정일)의 아들일 뿐이다, 조선민주주의인민공화국의 정치적 입장을 밝힐 위치는 아니다."라고 말했다. 김정남은 현재 서방 언론과 접촉에서 조선민주주의인민공화국 내부를 별로 의식하지 않는 듯한 발언을 할 수 있는 표현의 자유를 누리고 있다고 외신들은 보도했다.

### 김정은 후계자 비평
2010년 김정일의 후계자로 3남인 김정은이 내정되었다. 그러나 대북전문가인 장성민 세계와 동북아 평화포럼 대표는 "나이가 어린 그가 후계자로 지명됐다는 주장은 후계와 관련한 외부 세계의 전망을 흐리게 하고자 조선민주주의인민공화국 내부에서 흘러나온 역정보일 가능성이 크다."라고 주장하였다.
김정은이 후계자로 지명되어 후계자로서 자격이 적합한가에 대해, 중국 정부에서는 김정은에 대해 굉장히 비판적인 생각을 갖고 있으며, 중국 정부는 장남인 김정남을 더 선호하였다.
2009년에 CRS의 래리 닉시 박사는 "26세의 나이로 직접 국정을 운영하기에는 너무 연소하고 경험과 경력도 짧은 김정은이 김 위원장과 같은 권력을 행사하려면 최소한 10년 이상은 걸린다."면서 "건강상태가 좋지 않은 김 위원장이 당장 3년 안에 사망할 경우, 조선민주주의인민공화국의 최고 통치자로서 김정은의 전망은 그리 밝지 않다."고 말했다.
한편 김정남은 김정은의 3대 세습을 비판하는 발언을 하였는데, 이 발언은 일종의 생존 전략으로 분석하기도 한다.

## 가족 관계
- 증조부 : 김형직 (1894년 7월 10일 ~ 1926년 6월 5일)
- 작은증조부 : 김형록(1895년부터 1904년까지 ~ ?)
- 작은증조부 : 김형권(1905년 12월 4일 ~ 1936년 1월 12일)
- 증조모 : 강반석 (1892년 5월 7일 ~ 1932년 7월 31일)
- 큰진외증조부 강진석
- 작은진외증조부 강룡석
- 외증조부 : 김중산
- 외증조모 : 오씨
  - 조부 : 김일성 (1912년 4월 15일 ~ 1994년 7월 8일)
  - 작은조부 : 김철주(1916년 6월 12일 ~ 1935년 6월 14일)
  - 작은조모
    - 당숙

  - 작은조부 : 김영주(1920년 9월 21일  ~ 2021년 12월 13일)
  - 작은조모
  - 조모 : 김정숙 (1917년 12월 24일 ~ 1949년 9월 22일)
  - 외조부 : 성유경 (1905년~1982년 4월 13일)
  - 외조모 : 김원주(1908년 12월 20일~1994년 11월 3일)
    - 아버지 : 김정일 (1941년 2월 16일 ~ 2011년 12월 17일)
    - 작은아버지 : 김만일(1944년~1947년)
    - 고모 : 김경희(1946년 5월 30일~)
    - 고모부 : 장성택(1946년 1월 22일~2013년 12월 22일)
    - 어머니 : 성혜림 (1937년 3월 6일 ~ 2002년 5월 18일)
    - 외삼촌 : 성일기 (1933년~2021년)
    - 이모 : 성혜랑 (1935년~)
      - 첫째 배우자 : 신정희
        - 장남 : 김금솔 (1999년 ~ )

      - 둘째 배우자 : 이혜경 (1970년 ~ )
        - 서장자 : 김한솔

      - 셋째 배우자 : 서영라 (1976년 7월 2일 ~ )  - 내연녀
      - 넷째 배우자 : 장길선
        - 서자 : 김이순

## 같이 보기
- 고미 요지
- 김정남 암살 사건